# Ramon Girona i Ribera
Ramon Girona i Ribera (Vilafranca del Penedès 1900 - Buenos Aires 1980) fou un editor català. Emigrà a l'Argentina el 1920, on fou un dels principals promotors de la cultura catalana des del Casal de Catalunya de Buenos Aires. Fou director de la revista Catalunya de Buenos Aires del 1936 al 1946 i edità llibres en català i d'autors exiliats sota el patrocini de l'Associació d'Ajut a la Cultura Catalana.